# Kundalini-Meditation
Die Kundalini-Meditation, genannt auch (Kundalini-)Schüttelmeditation, ist eine von Bhagwan Shree Rajneesh (Osho) entwickelte aktive Meditation. Spezifisch ist die schüttelnde Bewegung zu Beginn. 

## Charakter
Die Kundalini-Meditation zählt wie die Dynamische Meditation, No Dimensions Meditation, Mandala Meditation, Whirling Meditation und die Nataraj-Meditation zu den aktiven Meditationstechniken, in denen körperliche Aktivität eine zentrale Rolle spielt. Die starke Ausrichtung auf Bewegung soll körperliche und emotionale Spannungen abbauen. Das Ziel ist es, von Aktion – also körperlicher Bewegung – zu "In-Aktion" zu gelangen, von Außenorientierung zu Innenschau – und von da zur inneren Ruhe und zur Stille.
Durch die schüttelnden Bewegungen, ein wesentliches Charakteristikum der Kundalini-Meditation (genannt auch Kundalini-Schüttelmeditation), wird laut Osho die Kraft der Kundalini, auch Schlangenkraft genannt, aktiviert.

## Ablauf
Die Kundalini-Meditation besteht aus vier Phasen zu je 15 Minuten, also insgesamt 1 Stunde. Chaitanya Hari (Georg Deuter) hat die Musik dafür komponiert. Sie wird oft am späten Nachmittag zum Ausklang des Tages gemacht. Die einzelnen Phasen sind: Schütteln, Tanzen, Meditation und Stille.

## Wirkung
Die Kundalini-Meditation soll zuerst zu erhöhter Durchblutung und Herzfrequenz, dann zu niedrigerem Blutdruck, niedrigerer Herzfrequenz, Muskelentspannung, verstärkten Alpha- und Theta-Gehirnwellen sowie gesteigerter Aufmerksamkeit führen.